# 7. мај
7. мај (07.05) је 127. дан у години по грегоријанском календару (128. у преступној години). До краја године има још 238 дана.

## Догађаји
- 558 — У византијском Цариграду колапс највеће куполе саборне цркве Пресвете Мудрости. Цар Јустинијан I је моментално наредио радове на обнови који су завршени 563. године.
- 1274 — Почео је са заседањем Други лионски концил посвећен начину избора папе.
- 1429 — Јованка Орлеанка је окончала опсаду Орлеана, предводивши последњи јуриш.
- 1487 — Почела је опсада Малаге у оквиру Реконкисте.
- 1663 — У Лондону, под покровитељством краља Чарлса II, отворено прво позориште.
- 1664 — Луј XIV је званично отворио Версајску палату.
- 1727 — На основу декрета руске царице Катарине I Јевреји протерани из Украјине.
- 1763 — Почео је Понтијаков рат након Понтијаковог покушаја да преотме Форт Детроит од Британаца.
- 1824 — У Бечу је премијерно изведена Бетовенова Девета симфонија.
- 1832 — Баварски принц Ото фон Витлсбах изабран за краља Грчке пошто је Грчка Лондонским уговором проглашена за краљевину.
- 1850 — Обнародован царски патент о уређењу Хрватско-славонске војне крајине и Банатско-српске војне крајине.
- 1893 — Поводом 400. годишњице оснивања Ободске штампарије, Књижевно-уметничка заједница приредила прву изложбу српских књига у Београду.
- 1915 — Немачка подморница "У20" торпедима потопила британски путнички брод "Лузитанију", што је допринело одлуци САД да уђу у Први светски рат. Погинуло 1.198 путника и чланова посаде, међу њима много Американаца.
- 1928 — У Уједињеном Краљевству старосна граница изборног права жена спуштена са 30 на 21 годину.
- 1939 — Немачка и Италија склопиле политички и војни савез, Осовина Берлин-Рим. Касније се савезу придружио Јапан.
- 1940 — Почела је дебата о Норвешкој у британском Дому комона која се окончала избором Винстона Черчила за премијера уместо Невила Чемберлена.
- 1943 — Савезничке снаге у Другом светском рату заузеле Тунис и Бизерту.
- 1944 — Совјетске трупе у Другом светском рату почеле напад на Севастопољ и наредног дана га ослободиле од немачке војске.
- 1945 — Немачки генерал Алфред Јодл је у име Вермахта потписао документ о немачкој безусловној капитулацији у Другом светском рату.
- 1948 — Основан је Савет Европе током заседања Хашког конгреса.
- 1954 — Војска Вијетмина је потукла Французе код Дијен Бијен Фуа, чиме је окончана француска доминација у Индокини.
- 1960 — Леонид Брежњев на месту председника Президијума Врховног совјета СССР заменио маршала Климента Ворошилова.
- 1974 — Западнонемачки канцелар Вили Брант је поднео оставку.
- 1993 — Срушена џамија Ферхадија у Бањој Луци.
- 1995 — На председничким изборима у Француској Жак Ширак победио кандидата социјалиста Лионела Жоспена.
- 1996 — Пред Међународним судом за ратне злочине на подручју СФРЈ у Хагу почело суђење Србину Душану Тадићу, прво суђење за ратни злочин после Нирнберга и Токија.
- 1997 — Влада САД осудила Швајцарску због прихватања злата и драгоцености опљачканих од жртава холокауста у Другом светском рату.
- 1999 — У бомбардовању центра Ниша касетним бомбама погинуло је 16 особа, а повређено око 70 људи.
- 1999 — У бомбардовање кинеске амбасаде у Београду погинуло се три особе, а рањено 20.
- 1999 — Папа Јован Павле II посетио Румунију, као први поглавар Римокатоличке цркве који је, после хиљадугодишњег раскола, посетио неку земљу с већински православним становништвом.
- 2000 — Владимир Путин је ступио на дужност председника Русије.
- 2001 — Рони Бигз, учесник „највеће пљачке века“, у Енглеској 1963, предао се британским властима пошто је 35 година провео у Бразилу.
- 2002 — У паду авиона "Макдонел Даглас MD-82" кинеске авио-компаније у море у близини града Далијана погинуло свих 112 путника и чланова посаде.
- 2016 — Отворена џамија Ферхадија у Бањој Луци.

## Рођења
- 1833 — Јоханес Брамс, немачки композитор, пијаниста и диригент. (прем. 1897)[1]
- 1840 — Петар Чајковски, руски композитор. (прем. 1893)[2]
- 1861 — Рабиндранат Тагор, индијски песник, писац, драматург, композитор, визуелни уметник и филозоф, добитник Нобелове награде за књижевност (1913). (прем. 1941)[3]
- 1892 — Јосип Броз Тито, југословенски комунистички револуционар и државник, председник ФНРЈ и СФРЈ. (прем. 1980)[4]
- 1901 — Гари Купер, амерички глумац. (прем. 1961)[5]
- 1919 — Ева Перон, аргентинска глумица, најпознатија као друга жена аргентинског председника Хуана Перона. (прем. 1952)[6]
- 1922 — Дарен Макгавин, амерички глумац. (прем. 2006)[7]
- 1923 — Ен Бакстер, америчка глумица и певачица. (прем. 1985)[8]
- 1936 — Иван Јагодић, српски глумац. (прем. 2010)[9]
- 1949 — Мерилин Бернс, америчка глумица. (прем. 2014)[10]
- 1960 — Сабахудин Билаловић, босанскохерцеговачки кошаркаш. (прем. 2003)[11]
- 1964 — Пјер Жалица, босанскохерцеговачки редитељ, сценариста и продуцент.[12]
- 1965 — Наташа Иванчевић, српска глумица.[13]
- 1966 — Марта Савић, српска певачица.[14]
- 1967 — Жарко Јокановић, српски писац, сценариста, драматург и политичар.[15]
- 1968 — Трејси Лордс, америчка глумица, музичарка, модел, списатељица, редитељка и продуценткиња.[16]
- 1970 — Татјана Војтеховски, српска новинарка и ТВ водитељка.[17]
- 1977 — Владимир Ивић, српски фудбалер и фудбалски тренер.[18]
- 1978 — Шон Марион, амерички кошаркаш.[19]
- 1979 — Бранко Пековић, српско-казахстански ватерполиста.[20]
- 1985 — Џеј Балвин, колумбијски певач.[21]
- 1985 — Милан Пуровић, црногорски фудбалер.[22]
- 1986 — Ана Бебић, хрватска певачица.
- 1986 — Јевгениј Воронов, руски кошаркаш.[23]
- 1992 — Александер Лудвиг, канадски глумац и певач.[24]
- 1992 — Рајан Харисон, амерички тенисер.
- 1997 — Дарија Касаткина, руска тенисерка.[25]
- 1997 — Јури Тилеманс, белгијски фудбалер.[26]
- 1998 — Дани Олмо, шпански фудбалер.[27]

## Смрти
- 1950 — Патријарх српски Гаврило V, врховни поглавар Српске православне цркве (1938—1950). (рођ. 1881)
- 1951 — Ворнер Бакстер, амерички глумац. (рођ. 1889)[28]
- 1998 — Еди Рабит, амерички музичар. (рођ. 1941)[29]
- 2010 — Зоран Куртеш, српски рукометаш и рукометни тренер. (рођ. 1965)
- 2010 — Светозар Стојановић, српски филозоф. (рођ. 1931)[30]
- 2011 — Вилард Бојл, канадски физичар, добитник Нобелове награде за физику (2009). (рођ. 1924)[31]
- 2013 — Мато Ерговић, хрватски глумац и комичар. (рођ. 1927)[32]
- 2018 — Мирослав Вардић, југословенски и српски фудбалер. (рођ. 1944)[33]

## Празници и дани сећања
- Српска православна црква слави:
  - Светог мученика Саву Стратилата
  - Преподобну Јелисавету
  - Свете мученике Евсевија, Неона, Леонтија и Лонгина
  - Свете мученике Пасикрата и Валентина
  - Преподобног Тому Јуродивог
  - Свете новомученике Луку и Николу